# Sekund (interval)
 For alternative betydninger, se Sekund (flertydig). (Se også artikler, som begynder med Sekund)
Sekund (af lat. secundus, anden), er intervallet mellem to nabotoner. Den faktiske afstand er enten en halv eller en hel tone. Hvis afstanden kun er en halv tone, kaldes intervallet en lille sekund, mens afstanden på en tone kaldes en stor sekund.
Som eksempel kan nævnes tonerne C og D. Intervallet mellem disse er en stor sekund. Afstanden mellem C og Db er en lille sekund, og det er afstanden mellem C# og D også. En sekund vil altid være mellem en tone, der skrives på en nodelinje og tonen i mellemrummet lige over eller under. Eller fra mellemrum i nodelinjerne og op til den næste nodelinje.
Intervallet kan kendes på at det har samme interval, som de første to toner i Grundtvigs "Dejlig er den himmel blå".
Opadgående stor sekund:
Opadgående lille sekund:
| Musik | Spire Denne musikartikel er en spire som bør udbygges. Du er velkommen til at hjælpe Wikipedia ved at udvide den. |